# AboutUs.org
AboutUs.orgとは、ウェブサイトなどに関する情報を提供している、ウェブサイトである。ウィキで構築されており、サイトの内容は英語で記述されている。日本語読みのサイト名は、アバウト ユーエス.オルグである。
ウィキペディアと同じ、フリーの百科事典となっており、誰でも記事を編集可能である。アカウントも取得できる。このようにウィキペディアと非常によく似たWebサイトとなっているが、ウィキペディアのプロジェクトとは無関係である。
DMOZやAlexaなどの類似のWebサイトも多数ある。
2006年8月の時点で、AboutUs.orgには3,000,000記事がある。

### AboutUs.orgの主要な記事
- Wikipedia.org
- Google.com
- Yahoo!
- Yahoo!JAPAN
- YouTube
- amazon.com